# Aethalochroa simplicipes
Aethalochroa simplicipes (лат.) — вид богомолов из семейства Toxoderidae (Toxoderinae).
Встречаются в южной Азии (Индия).

## Описание
Сходен с видом Aethalochroa ashmoliana, но отличается по следующим признакам: имеет более выпуклую форму киля на метазоне, на средних и задних бёдрах с гребнем, не переходящим на вершине в складчатые доли; голени с хорошо развитым верхним гребнем и с более регулярно дугообразными краями. Богомолы с тонким удлинённым телом, с выступающими глазами заканчивающимися шипом. Пронотум узкий, длиннее передних тазиков. Бёдра тонкие, верхний край вогнут; с 5 наружными и 3 дискоидальными шипами; голени тонкие. Средние и задние лапки короткие.